# Weiße Rose (Zimmermann, 1967/68)
Weiße Rose ist eine Oper in acht Bildern von Udo Zimmermann (Musik) mit einem Libretto von Ingo Zimmermann. Die erste Fassung mit dem Titel Die weiße Rose wurde am 17. Juni 1967 im Opernstudio der Hochschule für Musik Dresden uraufgeführt. Sie trug die Bezeichnung „Ein Stück für Musiktheater“ und bestand aus sechs Bildern. Zimmermann überarbeitete und erweiterte die Oper für eine Aufführung am 6. Oktober des Folgejahres in Schwerin.
1986 schrieb Zimmermann eine gleichnamige Kammeroper über dasselbe Thema (→ Weiße Rose (Zimmermann, 1986)).

## Handlung
Die folgende Inhaltsangabe basiert auf den Beschreibungen in den Opernführern von Sigrid Neef, Peter Czerny, Reclam und Heinz Wagner.
Der Oberste Gerichtshof hat die Geschwister Sophie und Hans Scholl aufgrund ihrer Flugblattaktion gegen die faschistische Herrschaft zum Tode verurteilt. Sie haben die Namen der übrigen Mitglieder ihrer Widerstandsgruppe nicht preisgegeben. Am 22. Februar 1943 erwarten beide im Gefängnis München-Stadelheim die Urteils-Vollstreckung.
1. Bild. Nach einem instrumentalen Vorspiel denken Sophie und Hans über ihr Leben und die Anfänge ihres Widerstands nach: „In mir ist alles so frei, […] mein Herz schlägt gegen das fühllose Gleichmaß der Zeit.“
Rückblende. Im Mai 1942 empfängt Hans Sophie vor deren Studienantritt in München. Sie feiern mit weiteren Kommilitonen ihren Geburtstag. Hans will seine Schwester schützen – doch Professor Huber teilt ihnen mit, dass die Studenten zum Kriegsdienst an die Ostfront einberufen wurden. Er überreicht Sophie eine weiße Rose: „Diese Rose […] blüht rein auch in dunkler Zeit. So müssen auch wir die Zeit überstehn!“ Sophie ist entschlossen, den Widerstand fortzusetzen: „Fallen im Dämmer der nahenden Nacht lautlos die Schatten“.
2. Bild. Hans Scholl erinnert sich in der Todeszelle an seine Erlebnisse an der Ostfront: „Für jenen Tag fand ich kein Vergessen.“
Rückblende. Im Sommer 1942 beobachten Hans und sein Freund Schmorell an einer polnischen Bahnstation, wie ausgehungerte Menschen mit Davidsternen abtransportiert werden. Hans versucht, einem Mädchen Essen zu geben. Doch dieses beschimpft ihn: „Mörder, Mörder seid ihr alle!“ Es wird von einem SS-Posten erschossen. Die beiden Studenten fühlen sich mitschuldig.
3. Bild. Auch Sophie erinnert sich: „Für dieses Vergehen muß ich büßen.“
Rückblende. Sophie arbeitet als Hilfsschwester in der Münchener Universitätsklinik. Dort werden geistig und körperlich behinderte Kinder zur Ermordung im Vernichtungslager ausgesondert. Der Oberarzt gibt zu, die faschistische Gefahr nicht richtig eingeschätzt zu haben: „Was ich versäumte, büßen werd’ ich’s“. Er schließt sich den Kindern an. Sophie, die sich ebenfalls schuldig fühlt, entscheidet sich für den Widerstand.
4. Bild. In ihren Zellen halten Sophie und Hans ein imaginäres Gespräch: „Fürs Leben das Leben gewagt.“
Rückblende. Im November 1942 können Hans und Schmorell ihr Studium in München fortsetzen. Schmorell zeichnet seine Freundin Anett, kann sich aber nicht richtig konzentrieren. Scholl und Christoph Probst klopfen mit dem vereinbarten Erkennungszeichen ihrer Widerstandsgruppe „Weiße Rose“ an der Tür. Nachdem sich Anett, die nichts von der Aktion weiß, zurückgezogen hat, beginnen die anderen, auf einer kleinen Matrizenmaschine Propagandamittel herzustellen. Sophie erscheint mit einem Flugblatt, dass sie im Hörsaal erhalten hatte. Sie hatte anhand der Wortwahl erkannt, dass es von ihrem Bruder stammen musste. Nachdem Hans sie in die Aktion eingeweiht hat, bittet Sophie um Aufnahme in die Gruppe: „Wir wollen ein Zeichen setzen!“
5. Bild. Hans sorgt sich in seiner Zelle um die Zukunft des Landes: „Deutschland – leben für dich, formen dein Bild, kommendes Vaterland: ein Land des Friedens […] und frei!“
Rückblende. Anfang Februar 1943 diskutiert Dr. Falk Harnack, der jüngere Bruder des im Dezember 1942 hingerichteten kommunistischen Widerstandskämpfers Arvid Harnack, mit Huber kontrovers über die zukünftige Staatsform. Huber zieht es vor, sich mit der alten Wehrmacht zu verbünden. Harnack dagegen plädiert für den Kommunismus. Hans benachrichtigt die beiden von der Vernichtung der deutschen Armee bei Stalingrad. Er trauert in einem Klagegesang über die Opfer und drängt dazu, das Regime schnellstmöglich zu stürzen. Huber spricht sich gegen Gewaltmaßnahmen aus.
6. Bild. Im Traum sieht Sophie sich zusammen mit einem Kind zu einer Kirche aufsteigen. Plötzlich tut sich eine Spalte in der Erde auf, doch das Kind stürzt nicht hinein. Der Traum gibt ihr Hoffnung, dass ihr Tod nicht vergebens sein werde und das Leben letztlich über das tyrannische Regime siegen werde (Vokalise mit Flöten- und Streichquartettbegleitung hinter der Szene).
Rückblende. Am 18. Februar 1943 versammelt sich die Widerstandsgruppe bei Hans. Huber kritisiert das neue Flugblatt. Die übrigen Mitglieder lehnen seinen „Appell zur Stärkung der Wehrmacht“ ab, da auf Basis des Militarismus kein Fortschritt möglich sei. Anett warnt vor der Gestapo, die bereits die Universitätsgebäude umstellt habe. Dennoch machen sich Hans, Sophie und Probst auf, um Flugblätter auszuteilen.
7. Bild. Sophie und Hans sind von Stolz erfüllt, dass sie trotz ihrer Ängste als „Zeugen der Wahrheit“ gemeinsam den Widerstand gegen die Barbarei aufgenommen haben.
Rückblende Ein Geistlicher teilt Hans im Gefängnis mit, dass weitere Flugblätter verteilt wurden. Hans Freude darüber wird gedämpft, als der Geistliche ihn zu überreden versucht, die anderen Mitglieder der Widerstandsgruppe zu denunzieren, um Sophies Leben zu retten. Hans lehnt ab. Er weiß, dass auch Sophie nie einen solchen Verrat begehen würde.
8. Bild. Unmittelbar vor der Vollstreckung des Todesurteils hoffen Hans und Sophie: „Unser Recht wächst im kommenden Tag. Wo wir heute enden, wird morgen ein Anfang sein, ein Anfang für viele.“
Wenige Monate nach den Geschwistern und Probst werden auch Willi Graf, Schmorell und Huber hingerichtet.

## Gestaltung
Jedes der acht Bilder ist mit einer textlichen und musikalischen „Überschrift“ versehen.
Das kurze, an einen Trauermarsch erinnernde Vorspiel nimmt bereits Musikmaterial der Schlussszene vorweg.
Die Musik des jüdischen Mädchens in der zweiten Szene erinnert an die des Fischweibs in Paul Dessaus Oper Die Verurteilung des Lukullus. Beide Partien sind für dieselbe Stimmlage (Alt) komponiert. In diesem Bild wie auch in dem folgenden (Sophies Erlebnis in der Klinik) begleiten Vokalisen  einer Altstimme das Geschehen. Später greifen die Widerständler diesen „heimlichen“ Gesang des jüdischen Mädchens auf. So wird „auf eindrucksvolle, berührende und opernspezifische Weise die konkrete menschliche Motivation nachvollziehbar, warum diese deutschen Studenten ihr Leben wagen und Widerstand leisten“.
Das vierte Bild, in dem sich Sophie der Gruppe anschließt, bildet das Zentrum der Oper. Es hat die dichteste Struktur und verbindet als „Achse“ unterschiedliche musikalische Motive.
Obwohl sie auch fiktionale Elemente enthält, ist die Oper im Dokumentarstil der 1960er Jahre gehalten.
Die Musiksprache der Oper verzichtet auf tonale Elemente. Die Musik ist polyphon und durch „rhythmische Vielfalt und einen sparsamen Einsatz der musikalischen Mittel“ gekennzeichnet. In den Ariosi verzichtet Zimmermann gelegentlich auf eine Instrumentalbegleitung.

### Instrumentation
Die Oper benötigt ein mittelgroßes Orchester mit den folgenden Instrumenten:
- Holzbläser: Flöte (auch Piccolo), Oboe (auch Englischhorn), Klarinette (auch Bassklarinette), Fagott
- Blechbläser: Horn, zwei Trompeten, zwei Posaunen
- vier Pauken, Schlagzeug: Kleine Trommel, Große Trommel, kleines Becken, Tamtam, Xylophon (auch Marimba)
- Harfe
- Cembalo, Klavier
- Streicher: acht Violinen 1, sechs Violinen 2, vier Bratschen, drei Violoncelli, zwei Kontrabässe
- Bühnenmusik: Flöte (auch Altflöte), Streichquartett

## Werkgeschichte
Die weiße Rose von 1966/67 ist Udo Zimmermanns erstes Bühnenwerk. Er schrieb sie im Alter von 22 Jahren, also ungefähr im selben Alter, in dem seine Protagonisten, die Geschwister Hans und Sophie Scholl, hingerichtet wurden. Es handelte sich um eine Auftragsarbeit der Hochschule für Musik Carl Maria von Weber Dresden. Das Libretto stammte von seinem Bruder Ingo Zimmermann. Sie bezeichneten das Werk ursprünglich als „Ein Stück für Musiktheater“. Es war in sechs Szenen mit integrierten reflektierenden Interludien unterteilt. Das Werk wurde am 17. Juni 1967 im Opernstudio der Hochschule für Musik Dresden als Studentenproduktion erstmals aufgeführt.
Schon bald hielten die Autoren ihre Lösung nicht mehr für überzeugend. Daher griffen sie ein Angebot Reinhard Schaus, des Operndirektors des Mecklenburgischen Staatstheaters Schwerin, auf, das Werk zu überarbeiten und zu erweitern. Sie fügten zwei weitere Bilder hinzu und bezeichneten das Werk nun als „Oper in acht Bildern“ mit dem Titel Weiße Rose ohne den vorangestellten bestimmten Artikel. Die prinzipielle Struktur des Werks blieb unverändert: Weiterhin findet die eigentliche Handlung in den Rückblenden statt. Die Uraufführung erfolgte am 6. Oktober 1968 in Schwerin. Weitere Aufführungen gab es in Greifswald, Halberstadt, Frankfurt/Oder, Stralsund, Görlitz und der Hochschule für Musik Weimar.
Später entstand eine weitere Fassung für den Rundfunk, die ebenfalls an einigen Bühnen gespielt wurde.
Motivisches Material der Oper nutzte Zimmermann 1968 auch in seiner Musik für Streicher.
Trotz der unbestreitbaren musikalischen Qualitäten vor allem der Neufassung wirken Texte und Handlung der Oper im Nachhinein flach, konstruiert und belehrend. Der Komponist selbst erinnerte sich folgendermaßen an seinen Bühnenerstling:

„Es war ein regelrechtes Anfangswerk, und es ergab sich eine Art Naturstil; aber wenn ich es heute aus der Distanz betrachte, finde ich, daß vieles einheitlicher wirkt als in den Stücken, die ich später für das Theater schrieb. Dem dramatischen musikalischen Gestus liegt eine klare Reihenstruktur zugrunde, die ich beharrlich durchgeführt habe. ‚Weiße Rose‘ ist gewiß nicht das beste meiner Stücke, aber irgendwie doch aus einem Guß. […] Das Stück ist nicht von den Gesetzen der Oper her zu erfassen, sondern nähert sich eher der Kantate oder dem Oratorium. Es gab viele Inszenierungen, acht oder neun in der DDR; eine – in Frankfurt an der Oder – ist in einer Kirche veranstaltet worden ohne Bühnenbild und Dekorationen. Dies kam dem Stück am weitesten entgegen. Wer indes daraus eine regelrechte Oper machen will, muß scheitern, weil das Stück keine sein kann und will.“

1986 unternahm Zimmermann einen dritten Anlauf, dem Stoff gerecht zu werden. Diese Kammeroper trägt denselben Titel, hat aber in Libretto und Musik keine Gemeinsamkeiten mit seinem Opernerstling (→ Weiße Rose (Zimmermann, 1986)).

## Aufnahmen
- 1972 (Gesamtaufnahme der Rundfunkfassung): Adolf Fritz Guhl (Dirigent), Rundfunk-Sinfonieorchester Leipzig. Wolfgang Hellmich (Hans Scholl), Heinz-Martin Benecke (Hans Scholl, Sprecher), Helga Termer (Sophie Scholl), Käte Koch (Sophie Scholl, Sprecherin), Thomas Thomaschke (Alexander Schmorell), Wolfgang Pampel (Alexander Schmorell, Sprecher), Helmut Klotz (Christoph Probst), Hans-Gottfried Henkel (Willi Graf), Bernd-Siegfried Weber (Kurt Huber), Roswitha Trexler (Anett), Ingeborg Springer (Jüdisches Mädchen), Astrid Bless (Jüdisches Mädchen, Sprecherin), Ekkehard Wlaschiha (Oberarzt), Reiner Lüdecke (SS-Arzt), Konrad Rupf (Geistlicher), Hans-Joachim Hegewald (SS-Posten), Liliana Nejtschewa (Stimme). Produktion des Rundfunks der DDR.[1]:538